# Paphora pulchra
Paphora pulchra är en skalbaggsart som beskrevs av Blackburn 1906. Paphora pulchra ingår i släktet Paphora och familjen långhorningar. Inga underarter finns listade i Catalogue of Life.